# Hisarköy, Ağlasun
Hisar là một xã thuộc huyện Ağlasun, tỉnh Burdur, Thổ Nhĩ Kỳ. Dân số thời điểm năm 2010 là 249 người.